# Entolimod
Entolimod (CBLB502) ist ein Arzneistoff gegen die Auswirkungen ionisierender Strahlung (Strahlenkrankheit). Entwickelt wurde es im Jahr 2008 in den US-amerikanischen Cleveland BioLabs nach der Animal Efficacy Rule.
Daneben wird es zur Anwendung in der Krebstherapie untersucht. 

## Wirkungsmechanismus
Entolimod ist ein Agonist am Toll-like-Rezeptor 5. Das Mittel wirkt, indem es den Selbstmord bestrahlter Zellen in Darm und Knochenmark verhindert. Diese sogenannte Apoptose ist eigentlich ein Schutzmechanismus des Körpers, bei dem untauglich gewordenes Gewebe entfernt wird. Sie ist aber für radioaktiv verstrahlte Menschen gefährlich, weil die blutbildenden Zellen im Knochenmark und Zellen der Darmschleimhaut absterben. Forscher um Lyudmila Burdelya vom Roswell Park Cancer Institute in Buffalo, New York, haben ein Protein aus den Flagellen von Salmonellen weiterentwickelt, das die Apoptose stoppen kann.

## Studien
Forscher wiesen nach, dass Entolimod in Versuchen Mäuse und Affen vor den Auswirkungen ionisierender Strahlung schützt. Die Wissenschaftler hoffen, das Präparat zukünftig Krebspatienten geben zu können, um Tumoren bei geringeren Nebenwirkungen effektiver bestrahlen zu können. Opfer von Nuklearunfällen und -angriffen soll das Mittel vor dem Tod durch Strahlenkrankheit bewahren.
Das Mittel mit dem Arbeitsnamen CBLB502 rettete im Tierversuch 87 Prozent der Mäuse vor den Folgen einer Bestrahlung, wenn es den Tieren 30 Minuten vorher injiziert wurde. Eine Vergleichsgruppe ohne Schutz verendete ausnahmslos innerhalb von zehn Tagen. Das beste vorhandene Vergleichsmedikament konnte 54 Prozent der Tiere vor dem Tod bewahren. Dennoch behinderte das Mittel nicht die Strahlentherapie: Krebsgeschwüre wurden bei den Mäusen also nicht in gleicher Weise geschützt wie das gesunde Gewebe. Einige Mäuse überlebten kleinere Strahlendosen auch, wenn sie das Mittel eine Stunde nach der Bestrahlung bekamen. Bei Rhesusaffen rettete eine Entolimod-Spritze fast zwei Drittel der Tiere vor einer Strahlendosis, die sonst sieben von zehn Tieren tötet. Allerdings muss sich noch zeigen, ob die Apoptose beim Menschen die gleiche Rolle spielt wie bei den Versuchstieren.

## Quelle
- Science, Bd. 320, S. 226, 2008